# 3688 Navajo
Navajo (asteróide 3688) é um asteróide da cintura principal, a 1,6816362 UA. Possui uma excentricidade de 0,4781951 e um período orbital de 2 113,17 dias (5,79 anos).
Navajo tem uma velocidade orbital média de 16,59131405 km/s e uma inclinação de 2,55922º.
Este asteróide foi descoberto em 30 de Março de 1981 por Edward Bowell.